# الهدف 14 من أهداف التنمية المستدامة
يتعلق الهدف 14 من أهداف التنمية المستدامة (الهدف 14 أو الهدف العالمي 14) بما يخص «الحياة تحت الماء»، وهو أحد أهداف التنمية المستدامة السبعة عشر التي وضعتها الأمم المتحدة في عام 2015. الصياغة الرسمية للهدف 14: «الحفاظ على المحيطات والبحار والموارد البحرية واستخدامها على نحو مستدام لتحقيق التنمية المستدامة». يشتمل الهدف على عشرة غايات يجب تحقيقها بحلول عام 2030. يُقاس التقدم المحرز نحو كل غاية بمؤشر واحد لكل منها.
الغايات العشر الأولى «غايات ختامية»: الحد من التلوث البحري، وحماية النظم البيئية وإصلاحها، والتقليل من تحمض المحيطات، والصيد المستدام، والحفاظ على المناطق الساحلية والبحرية، وإنهاء الإعانات التي تساهم في الصيد المفرط، وزيادة الفوائد الاقتصادية من الاستخدام المستدام للموارد البحرية. الأهداف الثلاثة الأخيرة هي «سبل تحقيق» الغايات: زيادة المعرفة العلمية والبحوث والتكنولوجيا من أجل صحة المحيطات، ودعم الصيادين الصغار، وتنفيذ قانون البحار الدولي وإنفاذه.
تدعم المحيطات ومصايد الأسماك الاحتياجات الاقتصادية والاجتماعية والبيئية لسكان العالم. المحيطات مصدر الحياة على كوكب الأرض، وكذلك المنظم لنظام المناخ العالمي. تعدّ أكبر نظام بيئي في العالم، وهي موطن لما يقارب مليون نوع معروف. تغطي المحيطات أكثر من ثلثي سطح الأرض وتحتوي على 97% من مياه الكوكب. تعدّ ضرورية لجعل الكوكب صالحًا للعيش. تُنظم مياه الأمطار ومياه الشرب والمناخ من خلال درجات حرارة المحيطات والتيارات. يعتمد أكثر من 3 مليارات شخص على الحياة البحرية في معيشتهم. شُهدت زيادة بنسبة 26% في التحمض منذ الثورة الصناعية. هناك حاجة إلى استراتيجيات فعالة للتخفيف من الآثار الضارة لزيادة تحمض المحيطات للنهوض بالاستخدام المستدام للمحيطات.
لا تلبي الجهود الحالية لحماية المحيطات والبيئات البحرية وصغار الصيادين الحاجة إلى حماية الموارد، وفقًا لتقرير عام 2020 حول التقدم المحرز نحو أهداف التنمية المستدامة.

## خلفية
أهداف التنمية المستدامة عبارة عن مجموعة من 17 هدفًا عالميًا حددتها الأمم المتحدة. الأهداف العريضة مترابطة على الرغم من أن لكل منها غاياتها الخاصة لتحقيقها. تغطي أهداف التنمية المستدامة مجموعة واسعة من قضايا التنمية الاجتماعية والاقتصادية، وتشمل الفقر والجوع والصحة والتعليم والتغير المناخي والمساواة بين الجنسين وإمدادات المياه والصرف الصحي والطاقة والتحضر والبيئة والعدالة الاجتماعية.
تتضمن الوثيقة الختامية لقمة الأمم المتحدة بشأن خطة عام 2030: «تحويل عالمنا: خطة التنمية المستدامة لعام 2030» تأكيدًا على «حماية كوكب الأرض من التدهور، بما في ذلك الاستهلاك والإنتاج المستدامين، وإدارة موارده الطبيعية على نحو مستدام واتخاذ إجراءات عاجلة بشأن التغير المناخي، بحيث يمكن أن يدعم احتياجات الأجيال الحالية والمقبلة».
تلفت 30% من الموائل البحرية، وأُفرط في استخدام 30% من المخزون السمكي في العالم. وصل التلوث البحري إلى مستويات مروعة، إذ يُطلق كل دقيقة 15 طن من البلاستيك في المحيطات. تلفت 20% من جميع الشعاب المرجانية بشكل لا رجعة فيه، و24% منها على وشك الموت.
يتضرر أو يموت ما يقارب مليون طائر بحري، و100000 من الثدييات البحرية، وعدد غير معروف من الأسماك سنويًا بسبب التلوث البحري الذي يسببه الإنسان. وجد أن 95% من طيور الفلمار في النرويج، قد احتوت أجزاء بلاستيكية في أحشائها. تعدّ الجسيمات البلاستيكية شكل آخر من أشكال التلوث البحري.
أصبح تدهور المياه الساحلية حدثًا عالميًا، بسبب التلوث والمغذيات الساحلية (فيضان المغذيات في الماء)، إذ يمكن أن تؤثر العوامل المساهمة المماثلة في التغير المناخي على المحيطات، وتؤثر سلبًا على التنوع البيولوجي البحري. «من المتوقع أن يزداد الإغناء الساحلي بالمغذيات- بدون تضافر الجهود- بنسبة 20% من النظم البيئية البحرية الكبيرة بحلول عام 2050».
يتسم التنوع البيولوجي البحري بالانقراض والغزو والتهجين والانخفاض في وفرة الأنواع، وهو الآن في تدهور عالمي. «كانت هناك زيادة هائلة في الأنشطة البشرية في المحيطات وبالقرب منها على مدى العقود الماضية، مما أدى إلى عواقب سلبية على بيئتنا البحرية». يتضح من خلال تدهور الموائل والتغيرات في عمليات النظام البيئي، أن تدهور صحة المحيطات له تأثير سلبي على الناس وسبل عيشهم والاقتصادات بأكملها، مع كون المجتمعات المحلية التي تعتمد على موارد المحيطات هي الأكثر تضررًا.
يمكن أن تؤثر القرارات السيئة في إدارة الموارد على الحفظ وسبل العيش المحلية وأهداف استدامة الموارد. «تعتمد الإدارة المستدامة لمحيطاتنا على القدرة على التأثير وتوجيه الاستخدام البشري للبيئة البحرية».
تخفف المحيطات من تأثير التغير المناخي، وتمتص حوالي 23% من الانبعاثات السنوية لمختلف أشكال الكربون، والتي أكثرها إثارة للقلق هو ثاني أكسيد الكربون. تصبح مياه البحر بسبب امتصاص الكربون، أكثر حمضية، وتنخفض مستويات الأس الهيدروجيني بشكل ملحوظ. يضع كاتيون المحيطات الشعاب المرجانية والأنواع الأخرى في خطر مما يؤثر على سلسلة الأغذية البحرية وخدمات النظم البيئية بما في ذلك مصايد الأسماك والنقل وحتى السياحة.

## الرصد والتقدم
يُعِد الأمين العام للأمم المتحدة تقريرًا سنويًا لتقييم التقدم المحرز في تحقيق أهداف التنمية المستدامة.
انعقد الاجتماع التحضيري لمؤتمر الأمم المتحدة للمحيطات في نيويورك في الولايات المتحدة، في فبراير 2017، لمناقشة تنفيذ الهدف 14 من أهداف التنمية المستدامة. شدد القانون الدولي، على النحو المبين في اتفاقية الأمم المتحدة لقانون البحار، على الحاجة إلى تضمين أدوات الحوكمة للنظر في «الأنشطة البشرية التي تجري خارج المحيط».
نوقشت المخاوف المتعلقة بصحة المحيطات بما فيها ممارسات الصيد المدمرة والتلوث البحري، عند النظر في دور المجتمعات المحلية للدول الجزرية الصغيرة النامية والبلدان الأقل نماء، حتى لا تُنسى أن المحيطات جزء كبير من اقتصاداتها.
تبين أنه من المهم النظر في كيفية تنفيذ الهدف 14 من أهداف التنمية المستدامة عبر مختلف الاتفاقات متعددة الأطراف، على الرغم من اجتماع العديد من الهيئات التشريعية للأمم المتحدة لمناقشة القضايا المتعلقة بالبيئات البحرية والهدف 14.
من المهم أيضًا معرفة كيفية تطبق كل اتفاقية من اتفاقيات ريو هذا الهدف، نظرًا لكون المناخ والتنوع البيولوجي وتردي الأراضي أجزاء رئيسية من القضايا المحيطة بتدهور البيئات البحرية والمحيطات.